# Balatonmáriafürdő
Balatonmáriafürdő es un pueblo ubicado en el distrito de Marcali, en el condado de Somogy, Hungría.

## Superficie
Posee una superficie de 26,77 kilómetros cuadrados.

## Demografía
Hasta 2019 la población era de 704 habitantes, con una densidad de población de 26,30 habitantes por kilómetro cuadrado.